# 布勒街

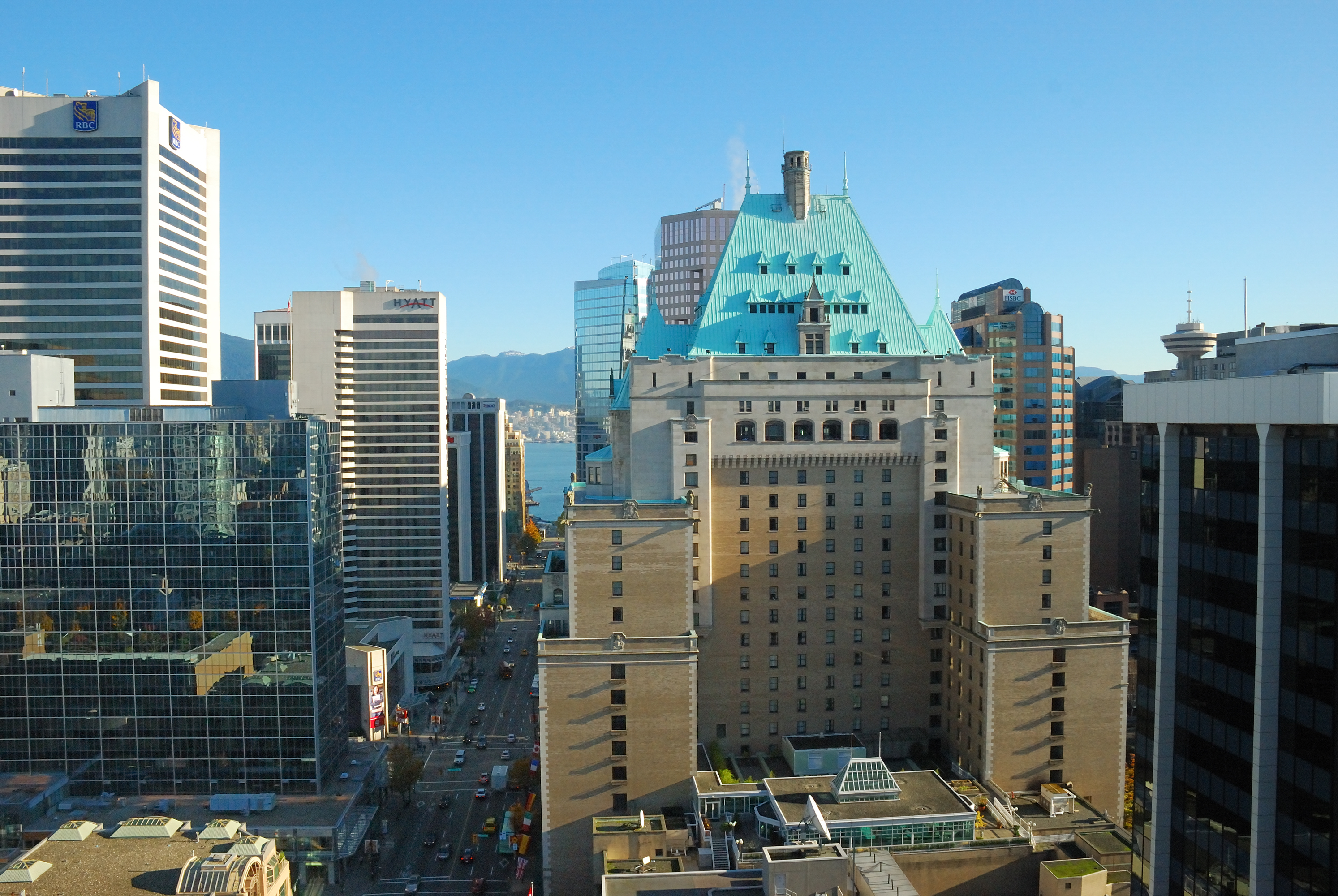
溫哥華市中心一段布勒街

布勒街，又譯布律街，是加拿大卑詩省溫哥華的一條主要南北向街道。布勒街北起溫哥華市中心的加拿大廣場，往西南方穿過市中心，在市中心南端駁上布勒橋橫跨福溪，在福溪南岸往南延至西17街的交界處為止。布勒街以其北端終點所在的布勒內灣為名，而内灣的名稱則來自英國海軍上將哈利·布勒-尼爾。布勒街的走綫起初只限於市中心半島上，直到布勒橋在1932年開通後才駁上福溪南岸的暑打街（Cedar Street），而市府亦於1938年將暑打街更名為布勒街。
現溫哥華市所在於19世紀末期劃分成不同地段後，185號地段（現西端區）和541號地段（即加拿大太平洋鐵路公司屬地）曾經以布勒街為界。該兩個地段的地皮規劃也有所不同：185號地段的地皮主要呈西北-東南走向，而541號地段的地皮則呈東北-西南走向，因此185號地段的西北-東南走向街道中每三條只有一條伸延至布勒街另一邊的541號地段。在溫哥華市政府規劃部門的官方定義中，布勒街至今仍是西端區和市中心的分界綫。
此外，溫哥華市内大部分街道的濶度為20米，但市中心一段布勒街的濶度則達30米，體現出布勒街的要道地位。市府於1920年代亦曾計劃在福溪北岸的布勒街一帶建設美術館、圖書館和表演場館，將該帶打造成溫市的文娛藝術區，但計劃卻沒有實現。
溫哥華架空列車的博覽綫和千禧綫設有布勒站；車站入口位於美維街和登斯梅街之間的一段布勒街。

### 引用文獻
- Donald Luxton & Associates.  (PDF). 溫哥華市政府. 2001  [2013-05-23]. （原始内容 (PDF)存档于2011-11-16）.
- Berelowitz, Lance. . Douglas & McIntyre. 2010. ISBN 9781553651703.

## 外部連結
- - CBC video on Burrard Bridge bikelanes （页面存档备份，存于）